# Le Parlement des fées
Le Parlement des fées (titre original : Little, Big) est un roman de John Crowley publié en 1981. Son auteur a reçu le prix World Fantasy du meilleur roman 1982. La critique le considère comme le chef-d'œuvre de son auteur. Traduit par Doug Headline, il est paru en France en deux volumes, L'Orée du bois et L'Art de la mémoire.

## Résumé
Le héros, Smoky Barnable, vit dans la famille de son ami George Mouse. Il tombe amoureux de Daily Alice Drinkwater, une cousine de George vivant à la campagne. Smoky part alors à Edgewood (« l'Orée du bois ») pour épouser Alice et vivre avec elle. La maison de l'arrière-grand-père d'Alice recèle cependant bien des mystères.

## Personnages
- Evan S. « Smoky » Barnable : l'un des protagonistes du roman, dont le mariage avec la famille Drinkwater est prophétisé bien avant qu'il n'ait lieu. Il succède au premier Auberon (ci-dessous) en tant qu'instituteur.
- Alice Dale Drinkwater, connue sous le nom de Daily Alice : épouse de Smoky, sœur de Sophie et mère d'Auberon. Nora Cloud lui prédit également son destin dès son plus jeune âge.
- Auberon Barnable (le deuxième Auberon) : fils de Smoky et deuxième protagoniste. Il finit par partir pour la ville en quête d'un destin distinct d'Edgewood et du clan Drinkwater, étroitement liés.
- Sylvie : une américaine portoricaine travaillant à la ferme de George Mouse. Elle est l'amante de George, mais elle rompt avec lui juste avant l'arrivée d'Auberon. Elle peut voir la petite brune qui travaille à la ferme et la considère comme sa reine. Ses histoires et celles de son frère sont de nombreuses références au roman Sylvie et Bruno de Lewis Carroll.
- Sophie Drinkwater : la sœur d'Alice. Après le départ d'Alice, elle mène la marche vers Faerie.
- Lilac (nom de famille non mentionné) : fille de Sophie, apparemment née de Smoky, mais en réalité de George Mouse. Après avoir été enlevée par les fées, elle apparaît occasionnellement à Auberon, mais personne d'autre ne la voit avant la fin de l'histoire.
- Violet Bramble : ancêtre du clan Drinkwater. Jeune femme célibataire en Angleterre, elle découvre qu'elle est enceinte d'un partenaire inconnu peu après que son père soit devenu membre actif de la Société Théosophique. Lors d'une de leurs réunions, elle rencontre le premier John Drinkwater. Elle s'installe ensuite en Amérique et l'épouse. Violet va fréquemment à la rencontre des fées, à la fois depuis la maison de son père en Angleterre et depuis Edgewood. Elle est la première à utiliser les cartes de tarot magiques pour prédire l'avenir.
- John Drinkwater (le premier John Drinkwater) : architecte puis auteur de "The Architecture of Country Houses", il est fasciné par ce que sa femme lui raconte sur les fées qu'elle voit.
- Docteur John Storm « Doc » Drinkwater (le deuxième John Drinkwater) : fils d'August Drinkwater et d'Amy Meadows ; père d'Alice et de Sophie. Il comprend le langage des animaux et écrit des livres pour enfants inspirés des histoires de Thornton Burgess[3].
- August Drinkwater : fils de Violet Bramble, il conclut un pacte avec les fées, lui conférant le pouvoir de rendre les femmes amoureuses de lui, en échange du vol des cartes de Violet Bramble, qu'il restitue aux fées. Son pouvoir sur chaque fille qu'il séduit est basé sur son amour pour elle, ce qui le pousse au désespoir. Il tente alors de se noyer dans un étang, mais se transforme en truite piégée dans l'étang. Sous le nom de « Grand-Père Truite », il peut parler et permet aux Drinkwater de communiquer avec les Fées. Après sa transformation, les cartes de tarot sont rendues aux Drinkwater, mais subtilement modifiées. Un certain nombre des habitants ultérieurs des cinq petites villes voisines sont ses descendants illégitimes. À la toute fin du conte, le chef des fées lui annonce qu'il retrouvera sa forme humaine lorsque l'une de ses amours, Marge Juniper, désormais âgée, viendra à son étang et lui parlera.
- Auberon Drinkwater (le premier Auberon) : grand-oncle excentrique d'Alice, le fils (d'Oliver Hawksquill) dont Violet était enceinte lorsqu'elle rencontra John Drinkwater. Il ne peut ni voir ni communiquer avec les fées, mais tente de les immortaliser, avec un succès variable, en les photographiant avec ses nièces (Alice et Sophie) en guise de "médiums", rappelant les fées de Cottingley et les photos d'enfants prises par Lewis Carroll. Il est l'instituteur de l'école des enfants du quartier d'Edgewood et consacre sa vie à la recherche de preuves concrètes de l'existence des fées et à l'analyse de ses découvertes.
- George Mouse : l'ami de Smoky qui lui présente ses cousins, la famille Drinkwater.
- Ariel Hawksquill : une puissante magicienne qui étudie l'ascension de Russell Eigenblick. Elle est la petite-fille du premier amant de Violet Bramble, Oliver Hawksquill.
- Russell Eigenblick : président despotique des États-Unis, arrive tardivement dans l'histoire de la famille. Il se révèle être l'ancien empereur du Saint-Empire romain germanique, réveillé d'un sommeil de 800 ans.
- Tante Nora Cloud : Veuve d'Henry Cloud, experte en cartomancie et l'un des principaux oracles de la famille.